# Тетрасиликат натрия
Тетрасиликат натрия — неорганическое соединение,
соль натрия и кремниевой кислоты с формулой Na2Si4O9,
бесцветные кристаллы,
растворяется в воде,
образует кристаллогидрат.

## Получение
- В природе встречается редкий минерал эртицзиит — Na2Si4O9 с примесями[1].

- В природе встречается минерал макатит — Na2Si4O9•5H2O с примесями[2].

## Физические свойства
Тетрасиликат натрия образует бесцветные кристаллы
моноклинной сингонии,
пространственная группа P 21/n,
параметры ячейки a = 1,0875 нм, b = 0,9326 нм, c = 1,9224 нм, β = 90,18°, Z = 12
.
Растворяется в воде,
не растворяется в этаноле.